# Deutsche Badmintonmeisterschaft 1963
Die Deutsche Badmintonmeisterschaft 1963 fand vom 19. bis zum 21. April 1963 in Barsinghausen statt.

## Medaillengewinner
| Disziplin    | Gold                                                                       | Silber                                                        | Bronze                                                                              |
| ------------ | -------------------------------------------------------------------------- | ------------------------------------------------------------- | ----------------------------------------------------------------------------------- |
| Herreneinzel | Wolfgang Bochow (SG Blau-Gold Braunschweig)                                | Jürgen Jipp (VfB Lübeck)                                      | Friedhelm Wulff (VfL Bochum)                                                        |
| Herreneinzel | Wolfgang Bochow (SG Blau-Gold Braunschweig)                                | Jürgen Jipp (VfB Lübeck)                                      | Karl Breitkopf (1. BC Beuel)                                                        |
| Dameneinzel  | Irmgard Latz (Krefelder BC)                                                | Gerda Schumacher (1. DBC Bonn)                                | Anneli Hennen (VfB Lübeck)                                                          |
| Dameneinzel  | Irmgard Latz (Krefelder BC)                                                | Gerda Schumacher (1. DBC Bonn)                                | Bärbel Fieber (BC Hannover 53)                                                      |
| Herrendoppel | Peter Birtel (VfL Bochum) Friedhelm Wulff (VfL Bochum)                     | Jürgen Jipp (VfB Lübeck) Manfred Puck (VfB Lübeck)            | Wolfgang Bochow (SG Blau-Gold Braunschweig) Dieter Bock (SG Blau-Gold Braunschweig) |
| Herrendoppel | Peter Birtel (VfL Bochum) Friedhelm Wulff (VfL Bochum)                     | Jürgen Jipp (VfB Lübeck) Manfred Puck (VfB Lübeck)            | Ralf Caspary (1. DBC Bonn) Walter Huyskens (1. DBC Bonn)                            |
| Damendoppel  | Gerda Schumacher (1. DBC Bonn) Marlies Langenbrinck (Kölner FC Blau-Gold)  | Irmgard Latz (Krefelder BC) Gisela Hoffmann (Krefelder BC)    | Anke Witten (MTV München von 1879) Ursula Verhoeven (MTV München von 1879)          |
| Damendoppel  | Gerda Schumacher (1. DBC Bonn) Marlies Langenbrinck (Kölner FC Blau-Gold)  | Irmgard Latz (Krefelder BC) Gisela Hoffmann (Krefelder BC)    | Ute Seelbach (BC Düsseldorf) Erika von der Thüsen (BC Düsseldorf)                   |
| Mixed        | Günter Ledderhos (MTV München von 1879) Anke Witten (MTV München von 1879) | Helmut Neuz (TSG Augsburg 85) Ingeborg Abbt (TSG Augsburg 85) | Gunther Rathgeber (SV Berliner Bären) Christine Fuchs (Berlin)                      |
| Mixed        | Günter Ledderhos (MTV München von 1879) Anke Witten (MTV München von 1879) | Helmut Neuz (TSG Augsburg 85) Ingeborg Abbt (TSG Augsburg 85) | Manfred Emons (1. BC Beuel) Luise Schmitz (1. BC Beuel)                             |